# Sección de Centro
La sección de Centro (section du Centre en francés), es una división administrativa francesa, que está situada en el departamento de ultramar de Martinica y la región de Martinica.

## Historia
A principios de 2015 en aplicación de la Ley n.º 2011-884, de 27 de julio de 2011, relativa a las colectividades de Guayana Francesa y Martinica, el Consejo Regional de Martinica y el Consejo departamental de Martinica, se fusionaron en una Colectividad única de Martinica, siendo esta dotada de una asamblea de electos, denominada Asamblea de Martinica, formada por 64 miembros que son elegidos entre las cuatro secciones creadas a tal efecto en sustitución de los cantones, que fueron suprimidos por innecesarios.
La Sección de Centro fue creada en aplicación de dicha Ley y específicamente de su artículo 8.º, apartado L558-7,, siendo formado por la unión de cinco comunas: la comuna del antiguo cantón de La Trinité, la comuna del cantón de Le Gros-Morne, las tres fracciones de comuna de los cantones de Le Lamentin-1-Sur-Burgo, Le Lamentin-2-Norte y Le Lamentin-3-Este, las dos fracciones de comuna de los cantones de Le François-1-Norte, Le François-2-Sur y las dos fracciones de la comuna de los cantones de Le Robert-1-Sur y Le Robert-2-Norte.

## Composición
La sección de Centro comprende las cinco comunas siguientes
| Comunas       | Cantones anteriores                                               | Distritos      |
| ------------- | ----------------------------------------------------------------- | -------------- |
| La Trinité    | La Trinité                                                        | La Trinité     |
| Le François   | Le François-1-Norte y Le François-2-Sur                           | Le Marin       |
| Le Gros-Morne | Le Gros-Morne                                                     | La Trinité     |
| Le Lamentin   | Le Lamentin-1-Sur-Burgo, Le Lamentin-2-Norte y Le Lamentin-3-Este | Fort-de-France |
| Le Robert     | Le Robert-1-Sur y Le Robert-2-Norte                               | La Trinité     |